# Fehér László (festő)
Fehér László (Székesfehérvár, 1953. március 17. –) Kossuth-díjas magyar festőművész. A hiperrealizmus egyik jeles képviselője.

## Élete
Fehér József és Takács Mária gyermekeként született.
Főiskolai tanulmányait a budapesti Képzőművészeti Főiskolán végezte 1971–1976 között, ahol jeles mestereknél tanult, Szentiványi Lajosnál és Kokas Ignácnál.
1974 óta kiállító művész. 1978–1981 között Derkovits Gyula képzőművészeti ösztöndíjban részesült. 1982-ben a Kortárs művészet Magyarországon című vándorkiállítás egyik kiállító művésze volt, Franciaország négy nagy városában mutatkoztak be. 1986-ban a Római Magyar Akadémián működött ösztöndíjasként, még ebben az évben az Eklektika, 1987-ben az Új szenzibilitás című kiállításokon vett részt.
Tagja volt a Magyar Művészeti Akadémiának, de 2012. december 12-én a művészi élet szabadságának megsértése elleni tiltakozásul kilépett onnan.

## Munkássága
Képeinek állandó témája "az idő formája, az időn át látott tér," az ember helye az időben, az emberek egymáshoz való viszonya. Erről árulkodik 1974-1976-ban festett Önarcképe, amelyet saját családi fotói alapján készített, s az általa meg nem élt időt fekete sávokban jelenítette meg. Korai alkotói korszakában fotó-naturalista szürke képeket (Földalatti, 1976; Dég 1960, 1978) festett.
Az 1980-as évekhez közeledve képei, például Életkép (1979), kiszínesedtek. Az 1980-as évek elején képein nyugtalan ecsetvonások jelentkeztek, amelyekkel a zsidó életérzést juttatta kifejezésre (Diaszpóra, 1982; Ünnep I-IV.,1983). 1985-től szürrealisztikus, misztikus és hűvösen távolságtartó képeket festett és egy képen belül csak egyetlen színt használt, kék, piros, zöld, lila korszakai következtek egymás után (Napimádó, 1985; Misztikus táj, 1986; Zöld lépcső, 1987).
Majd elbeszélő jellegűvé vált festészete, az ezredfordulóig kontúrrajzos alakok jelentek meg képein, amelyek testetlenségük révén téren és időn kívül mozogtak. 1988-tól a sárga, a fekete és a fehér szín dominált festészetében (Balkon, 1988), de közben bejött a rózsaszín és az ezüst is (Szobor, I-II., 1989). 1991-től egy ideig csak fekete-fehér képeket festett (Búgócsiga, 1991; Ima, 1992). Az ezredforduló felé közeledve újra visszatért a fotó-realista, azaz a hiperrealizmus körébe sorolható stílushoz, családtagjait, barátait festette életnagyságúnál nagyobb portrékon. Európában számos helyütt egyéni kiállításokon mutatta be ezen alkotásait, díjakat nyert velük.
Festészete állandó megújulási képességet mutat. Egyik 2010-es kiállításán szereplő képei a memento mori (=Emlékezz a halálra/készülj a halálra) témát vetítik elénk. „Memento mori: az európai művészet egyik nagy témája ez, a rómaiak óta. Fehér László ennek hagyományát folytatja; a halál témájával viaskodik, anélkül, hogy ennek bármilyen melodrámai vagy szentimentális felhangot adna.”

## Magánélete
1984-ben kötött házasságot Geisler Edittel. Két gyermekük született; Dávid (1987) és Judit (1990).

## Művei (válogatás)
| - Aluljáró I. (1975) - Földalatti I.-II. (1976) - Aluljáró II. (1978) - Gazdátlan temető II. (1979) - Életkép (1979) - Egy kép 1958-ból (1980) - LT (Diptichon) (1980) - Diaszpóra (1982) - Kerekhegy (1983) - Vidék (1983) - Ünnep I.-II. (1983) - Ünnep IV. (1983) - Vidéken (1984) - Rekviem (1984, 1988) - Dégi táj (1985) - Vízesés (1985) - Emlék (1985) - Sziklás táj figurával (1985) - Hétköznapi ünnep (1985) - Napimádó (1985) - Csónakban (1985) - A gettó kapuja volt (1985) - Liszt Ferenc a Villa d'Este szökőkútjainál (1986) - Kőbéka (1986) - Parkban apámmal (1986) - Róma (1986) - Oszlopok (1986) - Csónak a parton (1986) - Tóparton (1986, 2002) - Hídon (1986) - Itáliai táj angyallal (1986) - Hadrianus (1986) - Apámmal 1954-ben (1987) - Dégi emlék (1987) - Nő a parton (1987) - Domus Aurea I. (1987) - Önarckép mikvével (1987) - Kikötő (1988) - Hamvak tava - Birkenau 1944. (1988) - Presszó (1988) - Hídon II. (1988) - Nagymaros (1988) - Balkon (1988) - Az emlékmű előtt (1989) - Ünnep előtt (1989) - Víz, ház, ember (1989) - Kút figurával (1989) - Lépcsők (1989) - Hídnál (1989) - Kútbanéző (1989) - Fekete oszlopok (1989) - Fekete autó (1989) - Szökőkút (1989) - A nagy buxus (1989) - Folyónál (1989, 1991, 1992, 1995, 1996) - A Szobor (1989) - Fal előtt (1989, 1990) - Padon (1989) - Rózsaszín kép (1989) - Fiú posztamensen (1989) - Szobor alatt I.-III. (1989) - Zászlóvivő (1989) - Medencében (1989) - Szabadsághíd (1989) - Sín mellett (1990) - Sárga csónak (1990) - Séta (1990) - Hegyekben I. (1990) - Tóparton apámmal (1990) - Emlékműnél (1990) - Testvérek (1990) - Lépcsőn (1990, 1995, 2000) - A nagy utazás (1990) - Tűzgyújtók (1990) - Kőbéka II. (1990) - Kőváza (1990) - Strandon (1990, 1999) - Vízben (1990, 1996) - Vízen (1990, 2001) - Medencénél (1990) - Fehér lépcső (1990) - Várakozó (1990) - Vasrajzok (1990) - Patakparton (1991) - Fiú látcsővel (1991) - Fiú kígyóval (1991) - Fiú luftbalonnal (1991) - Ház, gyerek, víz (1991) - Fekete felhők (1991) - Búgócsiga (1991) - Kőhullám (1991) - Úton (1991) - Barátok (1991) - Barlang előtt (1991) - Cigarettázó (1991) - Labdázók (1991) - Tánc (1991) - Lépcső (1992) - Pihenő (1992, 1994, 1995) - Terasz (1992) - Híd előtt (1992) - Ima (1992) - Fiú vázával (1992) - Fiú házzal (1992) - Lépő (1992) - Erdei kép (1992) - Erdei történet (1992) - Fiú, leány (1992) - Fa mögül (1992) - Tavirózsák (1992) - Fiú repülővel (1993) - Árnyékok a hegyen (1993) - Fényben (1993) - Lépő II. (1993) - Stégen (1993) - Férfi hajóval (1993) - Lány úszógumival (1993) - Lány levéllel (1993) - Daddy (1993) - Tócsa (1994) - Tánc II. (1994) - Vitorlás (1994, 1997) | - Nő vitorlással (1994) - A nagy alkonyat II. (1994) - Törpék (1994) - Térdelő (1994) - Térben (1994) - Történet (1994) - Ház, gyerek, árnyék (1994) - Vízben II. (1994) - Párizsi utca (1994) - Árnyékban (1994) - Tisztáson (1995) - Gyerek árnyékkal (1995) - Lépő III. (1995) - Férfi felhővel (1995) - Fiú körtével (1995) - Barátnők I. (1995) - Fényben I-II. (1995) - Edit vázával (1996) - Dávid vázával (1996) - Fák között (1996) - Lány galambbal (1996) - A pavilon alatt (1996) - Parkban (1996, 2000) - Gyerekek (1996) - Dunakanyarban (1996) - A vízesésnél (1996) - Fiú szoborral (1996) - Korláton (1996) - Stégen II. (1996) - Réten (1997) - Lányok (1997) - Labdázók (1997) - Férfi paddla (1997) - Barátnők II. (1997) - Folyóparton (1997) - Üdülők (1997) - Kapualjban (1997) - Fiú, nő (1997) - Japán turisták galambokkal (1997) - Fény a vízben (1997) - Park medencével (1998) - Hattyús vízibicikli (1998) - Fekete mólón (1998) - Mólón II. (1998) - Barátnők (1998) - Balatoni fotózás (1998) - Mezei Gábor (1998) - Kövek között (1998) - Kertben II. (1998) - Csőben (1998) - Csók (1998, 2000) - Kőlovak (1998) - Rugós béka (1998) - Fekete váza (1998) - Vízbe néző (1998) - Gyerek, pad, lámpa (1998) - Gyerek oszlopokkal (1998) - Vízesésnél III. (1998) - Lány a Dunánál (1998) - Kilátó (1998) - Teknőben (1998) - Abrosz (1998) - Hajóhinta (1999) - Játékkutya (1999) - Mólón III. (1999) - Lámpa alatt (1999) - Árnyékok között (1999) - Csíkos napernyő (1999) - Család a parton (1999) - Férfi csónakkal (1999) - Tűzgyújtó (1999) - Fatörzsön (2000) - Kézcsók (2000, 2001) - Jeruzsálemi ima (2000) - Gyerekek a folyóparton (2000) - Földön fekve (2000) - Nő lámpával (2000) - Nő gyerekkel (2000) - Ház előtti tér (2000) - Piros úszógumi (2000) - Motorcsónak (2000) - Vörös hajú lány (2000) - Lány árnyékkal (2000) - Repülő (2000) - Kisfiú (2000) - A fal előtt (2000) - Köveken (2000) - Zöld fürdőruhás nő (2000) - Szolnoki emlék (2000) - Zami I-II. (2001) - Dávid (2001) - Edit (2001) - Körömlakkozó (2001) - Zuhany alatt (2001) - Guggoló (2001) - Térdelő (2001) - Híd és festő (2001) - Pár (2002) - Táci tónál (2002) - Lépcsőn II. (2002) - Parton (2002) - Gigi (2002) - Judit (2002) - Üres medence (2003) - Betonváza (2003) - Edit napszemüveggel (2003) - Edit kővázával (2003) - Víz és felhők (2003) - Kaposvári szökőkút (2003) - Judit, Edit, Dávid (2003) - Judit koponyával (2003) - Judit padon (2003) - Buborékfújó (2003) - Messzelátó (2003) - Oszlop mellett (2003) - Dávid II. (2003) - Nyári önarckép (2003) - Sztrádán (2003) - Koponyával (2003) - Judit virágokkal (2004) - Hajón (2004) - Teremben (2004) - Zazi (2004) - Lucy (2004) - Brüsszeli árnyékok (2004) |

## Egyéni kiállításai[5](válogatás)
- 1977 Művelődési Ház, Kincsesbánya
- 1979 FÁÉV, Székesfehérvár
- 1980 Stúdió Galéria, Budapest
- 1983 Műcsarnok, Budapest (kat.)
- 1986 Ifjúsági Ház, Székesfehérvár
- 1988 Képek 1983-1987, Neue Galerie am Landesmuseum Joanneum (leporelló) Graz, Műcsarnok, Budapest (kat.)
- 1989 Dialog II. (Franz Pichlerrel), Fészek Galéria, Budapest • Galerie Panetta (Mulasics Lászlóval), Mannheim • Concourse Gallery, London • Barbican Art Gallery, London
- 1990 XLIV. velencei biennále, Magyar Pavilon, Velence (kat.) • Képek 1975-1980, Művelődési Ház, Székesfehérvár
- 1991 Galerie Synthese, Lienz (A) • G. Paolo Majorana, Brescia
- 1992 IFA Galerie, Stuttgart • IFA Galerie, Berlin (kat.) • Magyar Kultúra Háza, Stuttgart
- 1993 Fészek Galéria, Budapest • Fővárosi Képtár, Budapest • Pécsi Galéria, Pécs • Galerie Gaudens Pedit, Innsbruck • Galerie Cuena, Ulm
- 1994 Leslie Sacks Fine Arts, Los Angeles • G. Dambier Masset, (kat.) Párizs
- 1995 Új képek, Ludwig Múzeum, Budapest (kat.); M. National de Artá, Kolozsvár
- 1996 Levy Galerie, Hamburg; Fészek Galéria, Budapest; Művész Galéria, Budapest; Budapesti Art Expo '96 Magyar Intézet, Párizs (Agnes Bracquemond-nal); OTP Bank Galéria, Budapest; Galerie CO 10, Düsseldorf; Museum Moderner Kunst Stiftung Ludwig, (gyűjt. kat.) Bécs
- 1998 Holbein Haus, Augsburg; XO Galéria, Budapest
- 1999 Coutts Bank, Bécs; Galerie Koczoh (Kelemen Károllyal), München; Galerie CO 10, Düsseldorf
- 2000 XO Galéria, Budapest; Várfok 14 Galéria, Budapest; Palais Shönborn, Wien
- 2001 Rippl-Rónai Múzeum, Kaposvár; Vadnai Galéria, Budapest; L’Esplanade (Connexion-Déconnexion), Saint-Etienne; Kálmán Imre Múzeum, Siófok; Műcsarnok, Budapest
- 2002 Festetics kastély, Dég; Festőterem, Sopron; Portré, Godot Galéria, Budapest; Art Garage, Zug
- 2003 Fészek Galéria (50 éves, jubileumi kiállítás), Budapest
- 2004 Kiindulópont, Galéria’13, Budapest (Soroksár); Arcok a körtérről, Várfok Galéria, Budapest; Szinyei Szalon, Budapest; Galerie CO10, Düsseldorf
- 2005 KOGART, Budapest; Városi Hangverseny- és Kiállítóterem (zsinagóga); Zalaegerszeg
- 2007 Ludwig Múzeum, Budapest – retrospektív
- 2008 The Story of Judit, Galerie Orel Art, Párizs, Franciaország; Vasrajzok, Magyar Képzőművészeti Egyetem, Parthenon-fríz Terem, Budapest; László Fehér: Paintings : 2001-2005,[6] Hong Kong Arts Centre, Pao Galleries, Hong Kong (China)
- 2010 2007 és 2010 között készült művek, Szent István Király Múzeum, Csók István Képtár, Székesfehérvár
- 2011 Musée d'Art Moderne Saint-Étienne Métropole, Saint-Étienne (kat.)

## Kötetei
- Új képek; Láng, Bp., 1995
- Fehér László; bev. Forgács Éva; Mediapartners Communication, Bp., 1998
- Fehér. Műcsarnok, 2001. december 13–2002. január 13.; kiállításrend. Jerger Krisztina; Műcsarnok, Bp., 2001
- Művek, 1975–2007. Ludwig Múzeum–Kortárs Művészeti Múzeum. Budapest, 2007. június 21–szeptember 16.; szerk. Néray Katalin LUMÚ–Alexandra, Bp.–Pécs, 2007
- Fehér László. 2007–2010. Székesfehérvár, Szent István Király Múzeum, Csók István Képtár, 2010. május 29–október 24.; szöveg Földényi F. László; Szt. István Király Múzeum, Székesfehérvár, 2010 (A Szt. István Király Múzeum közleményei)
- Ellenfényben; Pauker Holding Kft., Bp., 2013 (Pauker collection)
- Bobory Zoltán–Fehér László: M. Tóth István, 1922–2006; Vörösmarty Társaság, Székesfehérvár, 2013
- Fehér László. Válogatás Victor L. Menshikoff gyűjteményéből / Selection from the Victor L. Menshikoff collection / Raboti iz kollekcii Viktora L. Menysikova; tan. Alexander Borovsky; Kossuth, Bp., 2013
- Papírmunkák, 2013–2015; esszé Anda Rottenberg; Scolar, Bp., 2016
- Emléknyomatok; szöveg Forgács Éva; Kossuth, Bp., 2018

## Díjai (válogatás)
- Munkácsy Mihály-díj (1993)
- Kossuth-díj (2000)
- Magyar zsidó kultúráért díj (2003)
- Prima díj (2006)
- Hazám-díj (2024)[forrás?]